# Arconcey
Arconcey település Franciaországban, Côte-d’Or megyében. Lakosainak száma 218 fő (2022. január 1.). Arconcey Chailly-sur-Armançon, Allerey, Beurey-Bauguay, Châtellenot és Clomot községekkel határos.

## Népesség
A település népességének változása:
| Lakosok száma | 260  | 207  | 193  | 174  | 217  | 220  | 222  | 224  | 222  | 218  |
|               | 1968 | 1982 | 1990 | 2006 | 2013 | 2015 | 2017 | 2019 | 2020 | 2022 |